# Demòfil (patriarca)
Demòfil (en llatí: Demophilus, en grec antic: Δημόφιλος) mort l'any 386, va ser patriarca de Constantinoble elegit pels arrians, ja que tenia aquesta creença. Va exercir el càrrec des de l'any 370 fins que en va ser expulsat l'any 380.
Havia nascut a Tessalònica i va ser nomenat bisbe de Berea. Teodor d'Heraclea el va traslladar al bisbat de Constantinoble encara que allà no era ben vist. Els ortodoxos havien elegit com a patriarca a Evagri com a successor d'Eudoxi, i havia estat consagrat per Eustaci, el bisbe deposat d'Antioquia. Els arrians es van enfurismar i l'emperador Valent va desterrar tant a Eudoxi com a Eustaci i a tots els seus seguidors. Quan va pujar al tron Teodosi el Gran va tornar els càrrecs als ortodoxos i va desterrar tots els arrians. Demòfil va marxar a Berea on, segons Sòcrates Escolàstic, va morir l'any 386.